# 亀田郵便局 (新潟県)

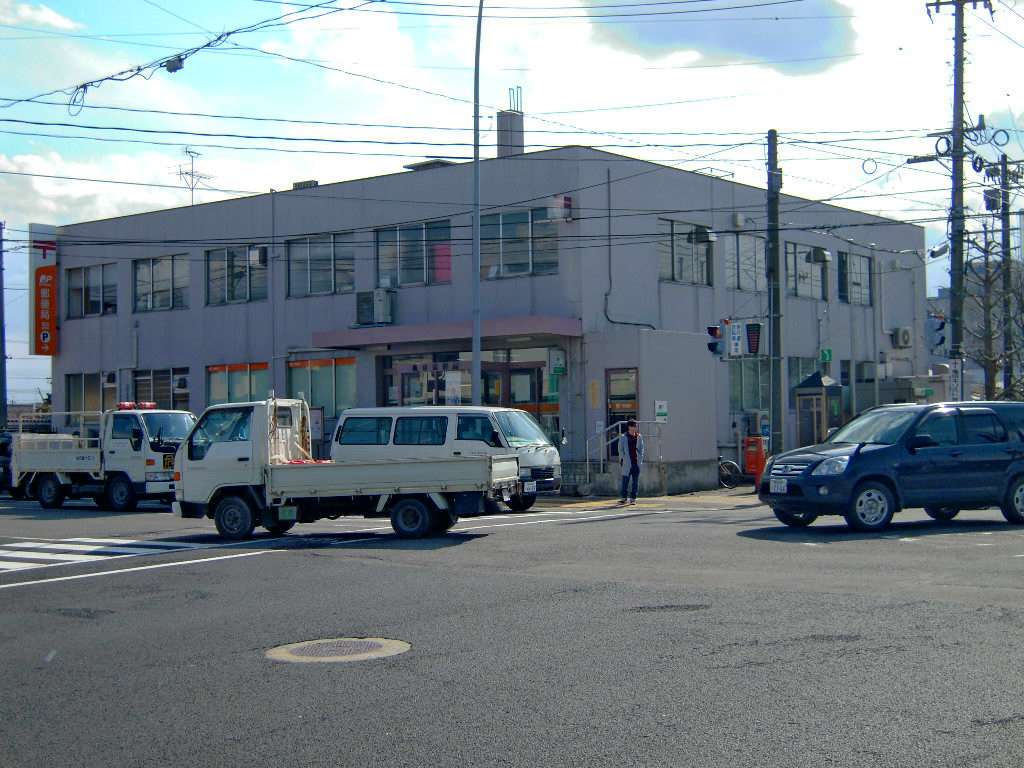
旧局舎（2010年3月）

亀田郵便局（かめだゆうびんきょく）は新潟県新潟市江南区にある郵便局。民営化前の分類では集配普通郵便局であった（現在は集配機能を廃止）。

## 概要
住所：〒950-0156 新潟県新潟市江南区西町1-1-3

## 沿革
- 1872年（明治5年）旧9月 - 亀田郵便取扱所として開設[1]。
- 1875年（明治8年）1月1日 - 亀田郵便局（五等）となる。
- 1885年（明治18年）5月1日 - 貯金取扱を開始。同年、為替取扱を開始。
- 1893年（明治26年）3月11日 - 亀田郵便電信局となる。
- 1903年（明治36年）4月1日 - 通信官署官制の施行に伴い亀田郵便局となる。
- 1962年（昭和37年）3月25日 - 電話交換、和文電報配達、国内欧文電報受付・配達、国際電報受付・配達の各業務を、新潟電話局亀田分室に移管[2]。
- 1967年（昭和42年）11月16日 - 特定郵便局から普通郵便局に局種別改定。
- 1971年（昭和46年）7月5日 - 中蒲原郡亀田町本町二丁目から同町西町一丁目に局舎を新築、移転。
- 1999年（平成11年） - 外国通貨の両替および旅行小切手の売買に関する業務取扱を開始。
- 2007年（平成19年）10月1日 - 民営化に伴い、併設された郵便事業亀田支店に一部業務を移管。
- 2010年（平成22年）8月9日 - 前日の営業をもって郵便事業亀田支店が廃止。集配業務等は、同日より郵便事業新潟支店が継承。
- 2012年（平成24年）10月1日 - 日本郵便株式会社発足。

## 取扱内容
- 郵便、印紙、ゆうパック、内容証明
- 貯金、為替、振替、振込、国際送金、国債、投資信託
- 生命保険、バイク自賠責保険、自動車保険
- ゆうちょ銀行ATM

## 周辺
- 江南区役所 亀田行政サービスセンター
- はばたき信用組合本店
- 新潟ふれ愛プラザ

## アクセス
- JR信越本線 亀田駅から南西へ約200m（徒歩約2分）
- 新潟交通・新潟交通観光バス 亀田駅前停留所、もしくは江南区区バス 亀田駅西口停留所下車
- 日本海東北自動車道 新潟亀田ICから東へ約3km
- 亀田駅前交差点（県道5号・県道16号・県道101号の交点）角に立地
- 駐車場あり：16台